# Водоспад Редфорк
Водоспад Редфорк (англ. Red Fork Falls) — водоспад у гірській системі Аппалачі штату Джорджія США.

## Опис
Водоспад Редфорк — найяскравіший водоспад у цьому регіоні. Навколо водоспад оточений слизьким камінням, що створює небезпеку для відвідувачів.